# Agua Fría, Zontecomatlán de López y Fuentes
Agua Fría är en ort i Mexiko.   Den ligger i kommunen Zontecomatlán de López y Fuentes och delstaten Veracruz, i den sydöstra delen av landet, 170 km nordost om huvudstaden Mexico City. Agua Fría ligger 245 meter över havet och antalet invånare är 224.
Terrängen runt Agua Fría är huvudsakligen kuperad. Agua Fría ligger nere i en dal. Runt Agua Fría är det ganska glesbefolkat, med 34 invånare per kvadratkilometer. Närmaste större samhälle är Tlachichilco, 8,3 km söder om Agua Fría. I omgivningarna runt Agua Fría växer huvudsakligen savannskog.